# Hans Schäfer (Jurist)

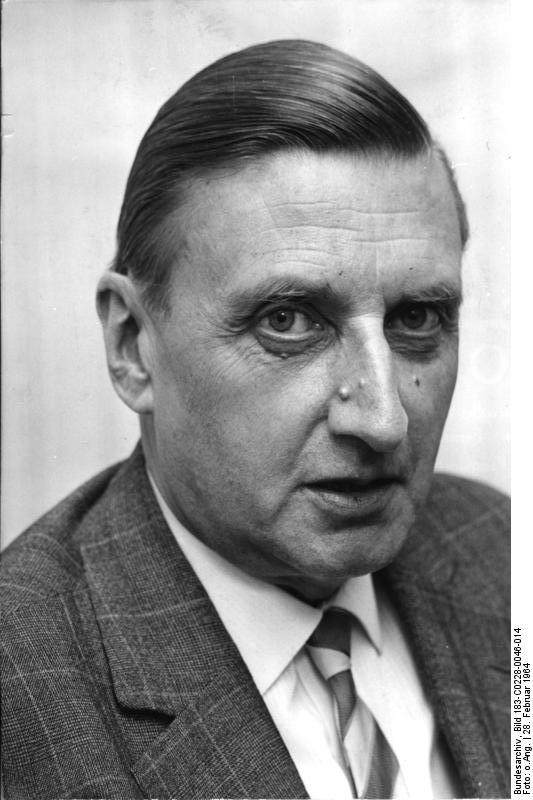
Hans Schäfer, 1964

Hans Schäfer (* 26. Januar 1910 in Rhodt unter Rietburg bei Edenkoben, Rheinland-Pfalz; † 6. Mai 1980 in Bad Kissingen, Unterfranken) war ein deutscher Jurist, Staatssekretär und Präsident des Bundesrechnungshofes.

## Leben
Hans Schäfer studierte Rechts- und Staatswissenschaften an der Universität München, wo er Mitglied der Studentenverbindung Corps Vitruvia war. Seine Dissertation, mit der er zum Dr. jur. promoviert wurde, schrieb Schäfer im Jahr 1934 an der Julius-Maximilians-Universität Würzburg zum Thema „Die Gemeinde in ihrer Mitwirkung bei der Gerichtsbarkeit“. Februar 1934 trat er der SA, zum 1. Mai 1937 der NSDAP bei.
Von 1937 bis 1939 sowie von 1942 bis 1945 war Schäfer im Reichsministerium der Justiz tätig; von 1939 bis 1942 wurde er in die Wehrmacht eingezogen. 1943 war er Oberregierungsrat im Reichsministerium für die besetzten Ostgebiete und mit Walter Wilhelmi und Walter Labs Verfasser einer Rechtssammlung für das besetzte Estland, Lettland, Litauen, Weißruthenien und die Ukraine unter dem Herausgeber Alfred Meyer. 
Nach dem Zweiten Weltkrieg war er von 1947 bis 1955 Beamter im Justizministerium des Landes Rheinland-Pfalz. Anschließend wurde er im Jahr 1955 ins Bundesministerium des Innern versetzt und begann dort bis 1962 als Ministerialdirektor und Leiter der Abteilung I (Verfassung, Staatsrecht und Verwaltung). In den Jahren 1962 bis 1966 und von 1969 bis 1971 war er beamteter Staatssekretär im BMI. Zuletzt war Schäfer schließlich von 1971 bis 1978 Präsident des Bundesrechnungshofes.
Schäfer war Mitglied der FDP.

## Ehrungen
- 1966: Großes Verdienstkreuz mit Stern und Schulterband der Bundesrepublik Deutschland

## Schriften
- Die Gemeinde in ihrer Mitwirkung bei der Gerichtsbarkeit, Würzburg, 1934. (Würzburg, R.- u. staatswiss. Diss.)
- Das Recht der besetzten Ostgebiete. Estland, Lettland, Litauen, Weißruthenien und Ukraine. Sammlung der Verordnungen, Erlasse und sonstigen Vorschriften über Verwaltung, Rechtspflege, Wirtschaft, Finanzwesen und Verkehr mit Erläuterungen der Referenten, Hrsg. v. Dr. Alfred Meyer, Gauleiter und ständigem Vertreter des Reichsministers für die besetzten Ostgebiete, unter Mitarbeit v. Dr. Walter Wilhelmi, Ministerialrat, Dr. Walter Labs, Oberregierungsrat, Dr. Hans Schäfer, Oberregierungsrat im Reichsministerium für die besetzten Ostgebiete, Losebl.-Ausg. Mit der 1. Erg.-Lfg. Sept. 1943 München ; Berlin : Beck, 1943.